# Uri Geller
Uri Geller (héberül: אורי גלר, született György Gellér Tel-Aviv, 1946. december 20.) izraeli-brit mentalista, előadóművész. Állítása szerint ESP és más paranormális képességekkel rendelkezik.
A televíziós szereplései tették híressé, melyekben ún. pszichikai képességeit – telekinézis, telepátia – használta. Repertoárjában többek között kanálhajlítás, eltakart rajzok leírása, órák manipulálása szerepelt. Geller elmondása szerint ezen mutatványokat akaratának és elméjének ereje segítségével viszi véghez.

## Élete
Szülei, Gellér Izsák és Freud Manci Magyarországról vándoroltak ki az akkor brit fennhatóság alatt lévő Palesztinába, a mai Izrael területére. Állítása szerint anyai ágon Sigmund Freud rokonságába tartozik. Nevét György bátyja után kapta, aki az ő születése előtt autóbusz-baleset áldozata lett. Iskolái elvégzése után nem sokkal katonának állt az izraeli hadseregbe, és mint ejtőernyős vett részt az 1967-es izraeli-arab háború idején, ahol egy bevetés során megsebesült.
Leszerelése után fotómodellként kereste kenyerét. Felesége Hannah. Esküvői tanújuk Michael Jackson volt, akivel Geller később összetűzésbe került, mert állítólag antiszemita kijelentéseket tett.
Több mint ötezer tagot számláló kanálgyűjtemény tulajdonosa, amelyek egyes darabjait híres emberektől kapta vagy vásárolta. Köztük található Sir Winston Churchill, Elvis Presley és Puskás Ferenc evőeszközkészletének egy-egy darabja is. 2006-ban internetes aukción tett ajánlatot a neves rocksztár, Elvis Presley memphisi házára, azonban az üzlet – a sikeres 905 100 dolláros legmagasabb licit ellenére – jogi huzavonák után nem jött létre.

## Állításai paranormális képességeiről
Geller állítása szerint mutatványait paranormális képességei segítségével végzi, melyek először ötéves korában, evés közben mutatkoztak meg, mikor állítólag kezében meghajlott a kanál. Azonban kritikusai – például James Randi – többször is bemutatták, hogy ezen előadásokhoz nincs szükség efféle képességekre, Geller mutatványai egyszerű „szalontrükkök”.
Gellert már 1970-ben a „csaló” szóval illették hazájában. 1974-ben egy leleplező újságcikk is megjelent, mely részletesen tárgyalta trükkös csalásait, s feltárta Geller „tizenegy trükkjét”. A cikk állítása szerint Geller menedzsere, Shipi Shtrang és Shipi nővére, Hannah Shtrang titokban segítették őt a trükkök véghezvitelében az előadások alatt.
1975-ben két tudós meggyőzőnek találta Geller előadásait, szkeptikusok azonban számos lehetséges magyarázatot találtak arra, Geller hogyan csaphatta be ezen tudósokat különböző elterelő technikák segítségével.
Ezen kritikusok – köztük Richard Feynman, James Randi és Martin Gardner – azzal vádolják Gellert, hogy trükkjeivel a szórakoztatóiparon kívül csalást, szélhámosságot követ el.
A fizikai Nobel-díjas Richard Feynman, aki maga is amatőr bűvész, Tréfál, Feynman úr? című könyvében leírja, hogy Geller képtelen volt meghajlítani egy kanalat az ő és fia számára. Feynman Látogatás Uri Gellernél című írásában leírja, hogy egy Gellernél tett látogatása során miként akadályozta meg, hogy Geller trükkökhöz folyamodjon. Ezen lehetőségektől megfosztva Geller nem volt képes reprodukálni mutatványait.
Órás mutatványait órásmesterek egyszerű trükkökkel képesek megmagyarázni.

### Képességeinek eredete
Andrija Puharich amerikai parapszichológus kutató – aki megszervezte Geller képességeinek vizsgálatát az USA-ban –
1974-es Uri című könyvében arról ír, hogy Gellert és őt a Hoova nevezetű bolygó kompjúterizált lakói választották ki a közvetítőiknek. A Spectra nevű hoovai űrhajóról eredő hangok Puharich állítása szerint beszélnek hozzá azokban a helyiségekben, melyekbe Geller belép, továbbá ezen hangok magnetofon segítségével is kommunikálnak vele. Puharich ezen kívül állította, hogy a Hoováról sugárzó láthatatlan erő az, aminek segítségével Geller képes a fémet meghajlítani, az ólmot arannyá változtatni, gondolatot olvasni, és eltakart szemmel autót vezetni. Puharich szerint Geller a Hoova megnyilvánulása, és ő Geller prófétája.

### Képességeinek magyarázata
2000. július 25-én a Totally Jewish nevű angol internetes portálnak adott interjújában Geller úgy nyilatkozott, nem tudja, hogy képességeit egyszer képes lesz-e megmagyarázni a tudomány, vagy azok tényleg természetfelettiek, s így kívül esnek a megmagyarázható dolgok körén.
A paranormális képességek létezéséről a BuddyTV-nek 2007. október 23-án adott interjújában a következőket mondta:

„Tudod, csak 1925-ig kell visszatekintenem, hogy tudományosan megmutassam neked, hogy energia létezik. Tudod, 1925-ben Einstein leírt egy nagy hatású idézetet és egyenletet, amit a mai napig, ha megkérdezed az utca emberét, nem tudják, hogy mit jelent. E = mc². És ez azt jelenti, hogy ha megérinted az asztalt, vagy a fal felé sétálsz, be fogod verni a kezed a falba … szilárdnak fog tűnni számodra. De van egy meglepetésem a számodra, nem szilárd. Minden energiából van.”

– Uri Geller
Interjú a BuddyTV-nek, 2007. október 23.

Albert Einstein sokat idézett egyenletére (E=mc²) utalva képességeire hasonló magyarázatot adott a TV2 Napló című műsorában.

### Újabb nyilatkozatok
Geller nemrégiben több arra utaló kijelentést tett, miszerint mutatványait nem paranormális képességei segítségével hajtja végre. 2007 novemberében a német nyelvű Magische Welt (Varázslatos világ) című lapnak a következő nyilatkozatot adta:

„Most már nem állítom, hogy természetfeletti erőm van. Szórakoztató művész vagyok. Jó show-t akarok csinálni. Az egész jellemem megváltozott.”

– Uri Geller
2007. november

James Randi e pálfordulásról szóló videójában azt üzeni Gellernek, hogy paranormális képességeit megtagadó nyilatkozatai elkésettek. Nézete szerint túl sok tudományos karrier sínylette meg, dollármilliók vesztek kárba amiatt, hogy egyesek komolyan vették Geller állításait. Egyetemek, kutatóintézetek, kormányok dőltek be trükkjeinek. Geller tevékenysége rengeteg olyan ember életére volt negatív hatással, akik úgy döntöttek, elhiszik a paranormális képességeiről szóló állításait.
2008. január 20-án a magyar TV2 kereskedelmi televízió Napló című műsorának riportjában – mely Geller a csatornán sugárzott új műsorát hivatott promotálni – ismét természetfeletti képességeinek tulajdonította mutatványait. Geller – a Szalay Ádám által készített riportban nyilatkozó fia szerint – rendelkezik természetfeletti képességekkel, többek között képes tárgyakat teleportálni.

## Sporteseményekkel kapcsolatos előrejelzései
Geller ismert sporteseményekkel kapcsolatos jóslásairól. James Randi és a brit The Sun című újság kimutatta, hogy azon csapatok és játékosok, melyeknek győzelmét Geller megjósolja, gyakrabban veszítenek, mint nyernek. John Atkinson Geller az elmúlt 30 évben tett „előrejelzéseit” megvizsgálva a következő megállapítást tette:

„Uri jellemzően inkább rontott azon sportolók és csapatok esélyein, melyeknek segíteni próbált.”

– John Atkinson

Szkeptikus körökben ez a jelenség „Uri Geller átka”-ként vált ismertté.

## Farkas Helga
A 17 éves Farkas Helgát 1991. június 27-én este Orosháza és Szeged között rabolták el, majd félmillió német márka váltságdíjat követeltek édesapjától.
1992-ben, mielőtt a rendőrség az ügyet lezárta volna, Farkas Helga családja Uri Geller segítségét kérte, aki fizetség fejében elvállalta, hogy segít az elrabolt lány felkutatásában.
Geller elmondása szerint már Angliában érezte, hogy Helga életben van.

„Otthon, Angliában éreztem: Helga él, de az is lehet, hogy nincs Magyarországon, és esetleg nem is rabolták el, hanem elszökött.”

Geller 1992. február végén Magyarországra utazott, s a Magyar Televízió Vasárnapi Turmix című élő műsorában üzent Farkas Helga elrablóinak:

„Nézzetek a szemembe, ott látjátok a papát, a mamát, a testvért, a barátokat, a magyar embereket. Engedjétek szabadon, ha nem ma, akkor holnap, holnapután. Helga, adjál életjelt magadról! Beszélj hozzám, telefonálj, ha nem raboltak el. Jelentkezz!”

Az elrablóknak a következőket üzente:

„Szépen beszélek hozzátok. Ha Helga nálatok van, mindenki azt kéri, engedjétek szabadon. Ha már nem él, mondjátok meg a szülőknek, hol van a teste. Nézzetek a szemembe. Engedjétek szabadon Helgát! Köszönöm!”

Geller népes testőrség kíséretében végigjárta azon helyeket Szeged és Orosháza között, ahol Helga megfordulhatott. Az emberrablás helyszínén rátaláltak a lány fülklipszére. Orosháza utcáin és szórakozóhelyein a helyiek kérésére „néha meg-meghajlított egy-egy kanalat”. Kutatás közben a következő nyilatkozatot adta:

„Megtalálom. Mindenképpen. Az ittlétem arról győzött meg, hogy Farkas Helga él […] Amióta itt vagyok, erősen érzem a jelenlétét. Csak azt tudom mondani, meg fogom találni.”

A lány édesapja úgy nyilatkozott, Geller meggyőzte őt – amit a rendőrség nyolc hónap alatt nem tudott elérni, azt ő képes megtenni.
Bár Geller jóslata szerint élve és egészségesen kerül majd elő, a lányt elrablói meggyilkolták. Farkas Helga valószínűleg már halott volt akkor, amikor Geller optimista kijelentéseivel megnyugtatni igyekezett a lány családját.

## Bűvészmutatványok
Geller elismeri, hogy mutatványai megismételhetők bűvésztrükkök segítségével. Azonban állításai szerint előadásai során nem trükköket alkalmaz, hanem paranormális képességeit használja. James Randi, a Secrets of the Psychics című műsor házigazdája szerint ha Geller tényleg az elméjét használja mutatványaihoz, akkor „a nehezebb utat választotta”. A bűvészek számos módját ismerik a kanálhajlítás illúziójának. Legismertebb ezek közül a figyelemelterelés, mely számos más bűvésztrükk alapvető eleme.

### Kanálhajlítás
Randi szerint számos lehetőség létezik arra, hogy egy elgörbített kanalat bemutatva azt az illúziót keltsük, hogy azt természetfeletti erők segítségével hajlítottuk meg. Egy eljárás ezek közül arra épít, hogy a bűvész néhány rövid pillanatra eltereli a nézők figyelmét, miközben fizikai erőt alkalmazva elgörbíti a kanalat. A hajlatot ezután fokozatosan felfedve a mutatványos azt az illúziót kelti, hogy a kanál a nézők szeme előtt hajlik meg. Egy másik lehetséges forgatókönyv, mikor a bűvész nem az előadás alatt görbíti meg a kanalat, hanem egy előre preparált (pl. felmelegített) kanalat hajlít meg, melyhez minimális erőkifejtés szükséges. Lehetséges továbbá kémiai módszerekkel, korrozív anyagot a kanál felületére juttatva a kanálhajlítás illúzióját kelteni.

### Eltakart rajzok reprodukciója
Geller állítása szerint előadásai során képes kiolvasni a rajzoló alanyok gondolatait, s megmondani, mit ábrázol a tőle eltakart rajzuk. Geller legtöbbször jelen van a helyiségben, ahol a résztvevők a feladatot végzik, ezen alkalmakkor megfigyelheti a résztvevőket rajzolás közben. Kritikusok szerint ez lehetőséget biztosít számára, hogy a ceruza mozgásából és a súrlódás hangjaiból következtessen a rajzok mintázatára. Ezen megfigyelések, s a szuggesztív befolyásolás alapján a feladat végrehajtható. Randi valószínűnek tartja, hogy Geller kicsiny tükröket tart a tenyerében, s ezek segítségével láthatja a résztvevők rajzát. Egy előadása során egyszerre fordult el a rajzot készítő résztvevőtől, s takarta el látszólag szükségtelenül szemeit tenyerével.

### Telepátia
„Telepatikus” mutatványai közben Geller legtöbbször lassan, fokozatosan beszél, többször rákérdez a résztvevőnél, hogy jó nyomon jár-e. Ez a megközelítés a bűvészetben és a pszichológiában a „hideg olvasás”-nak (cold reading) nevezett technika, mely során a bűvész az előzetes tudás illúzióját keltve csal ki információt a résztvevőből.

### Megállt órák újbóli elindítása
Geller „órajavító” képességei nem nyűgözik le az órásmestereket, akik megjegyzik, hogy „számos elromlottnak hitt óra a beszáradt olaj miatt áll meg, ebben az esetben elegendő a kéz melege ahhoz, hogy az olaj megpuhuljon, s az óra ismét járni kezdjen”.

## Képességeinek vizsgálata
Geller rajzokkal és evőeszközhajlítással kapcsolatos mutatványait általában informális körülmények között, legtöbbször televíziós interjúk során mutatja be. Karrierje kezdetén néhány tudósnak engedélyezte „képességeinek” vizsgálatát, melyek közül Geller leginkább a Stanford Research Institute (jelenleg Stanford Research International) által végzett vizsgálatra hivatkozik.

### AStanford Research Institutevizsgálata

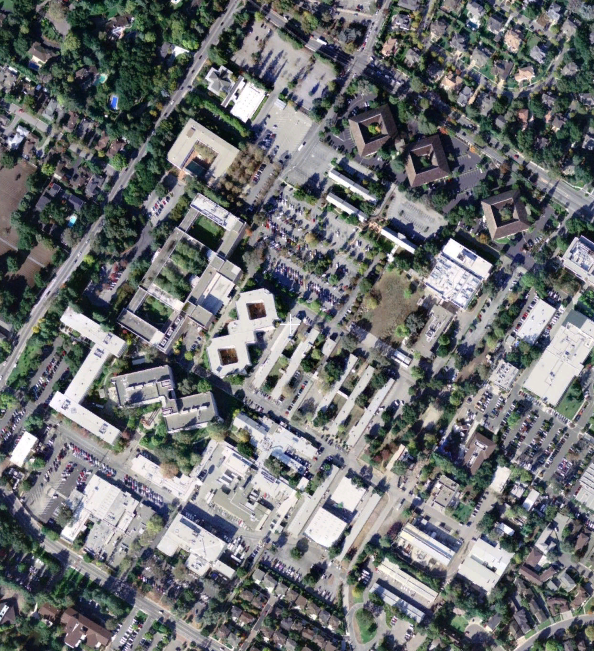
A Stanford Research International (régebben:Stanford Research Institute) műholdas képe.

#### A kutatás irányítói

##### Russell Targ
Fizikus diplomáját a Queens College-ban és a Columbia Egyetemen szerezte, fő kutatási területe a lézer békés célú felhasználása. Az International Remote Viewing Association (Nemzetközi Távolbalátás Szövetség) tagja, több paranormális és New Age témájú könyv szerzője.

##### Harold E. Puthoff
Doktori fokozatát fizikából a Stanford Egyetemen szerezte meg 1967-ben. Puthoff az 1960-as évektől kezdve a Szcientológia Egyház tagja volt, 1971-re OT VII-es szintet ért el. Állítása szerint ő is megszerezte a „távolba látás” képességét.
A kutatás irányítói meggyőzőnek találták Geller mutatványait, s további komoly vizsgálatok végzését javasolták az általuk „Geller-effektusnak” nevezett jelenség kivizsgálására. A kutatópáros vizsgálatait követően létrejött a Stargate Project, mely az Egyesült Államok szövetségi kormányának „távolba látást” (clairvoyance) vizsgáló programja volt. A kutatások arra keresték a választ, hogy léteznek-e ezen paranormális jelenségek, s ha igen, veszélyeztetik-e a nemzetbiztonságot. A kutatásokat többek között a CIA és a DIA is támogatta.

### A vizsgálatok kritikái
Randi An Encyclopedia of Claims, Frauds, and Hoaxes of the Occult and Supernatural című könyvében a következőket írja: „Hal Puthoff és Russell Targ, a Stanford Research Institute munkatársai legalább egy esetben tisztában kellett legyenek azzal, hogy Mr. Geller bűvésztrükköt mutat be nekik”. Ezen felül Randi megjegyzi, hogy „a Geller magának tulajdonított képességeit kivizsgáló kutatásokat az USA finanszírozási ügynöksége számára jelentést készítő Dr. Ray Hyman 'pongyola' és 'inadekvát' kifejezésekkel irta le”.
Ezen vizsgálatok további kritikusai, Dr. David Marks és Dr. Richard Kammann közzétettek egy leírást arról, hogyan csalhatott Geller egy 1977-ben végzett informális ESP vizsgálaton. Egy 1978-as, Nature-ben megjelent cikkük, és az 1980-ban megjelent The Psychology of the Psychic című könyvük egy teljességgel mindennapi magyarázatot nyújt Geller állítólagos telepatikus képességeire. Marks és Kammann meggyőző bizonyítékokkal szolgál arra, hogy Gellernek az SRI-ben végzett vizsgálatok alkalmával lehetősége nyílt átlesni azon a falon lévő, előzőleg vattával betömött lyukon, mely őt és az általa reprodukálni kívánt rajzolokat elválasztotta. A rajzok a másik szoba falán pont ezen réssel szemben voltak felfüggesztve. A vizsgálat ezen hibája mellett a kutatók arra is lehetőséget biztosítottak Gellernek, hogy egy kétirányú belső kommunikációs eszköz segítségével hallhassa, ahogyan a kísérletvezetők kiválasztják/prezentálják a kísérlet ingeranyagát. Ezen szenzoros szivárgásnak nevezett alapvető hibák rámutatnak, hogy önjelölt parafenoménok vizsgálatánál fontos, hogy jelen legyen olyan képzett pszichológus, bűvész, vagy olyan szakember, aki jártas az észlelés területén, s ismeri a szenzoros ingerek blokkolásának módszereit.
A Stargate projektet 1995-ben végül lezárták, a hivatalos jelentés szerint azért, mert nem volt elegendő bizonyíték a program által szolgáltatótt hírszerzési információk használhatóságára. David Foslin, az American Institute for Research munkatársa a következőket mondta: „Nem létezik olyan dokumentált bizonyíték, mely bizonyítaná értékét a hírszerzés számára”.

### Geller kudarca aThe Tonight Show-ban
A Geller képességeiről szóló hírek felkeltették Johnny Carson televíziós műsorvezető – maga is amatőr bűvész – érdeklődését. Carlson 1973-ban meghívta Gellert The Tonight Show című műsorába. A felvétel előtt felkérte James Randit, segítsen megakadályozni bármiféle csalást. A NOVA televízió 1993-as Secrets of the Psychics című műsorban Randi a következőket nyilatkozta:

„Arra kértek, akadályozzak meg mindenféle trükközést. Azt mondtam [a műsor készítőinek], hogy használják a saját kellékeiket, és ne engedjék se Gellert, se bármelyik emberét ezek közelébe sem.”

– James Randi,
Secrets of the Psychics, 1993

A show során Geller hosszú próbálkozás után sem volt képes végrehajtani mutatványait. Később arra hivatkozott, más mentalisták blokkolták képességeit.
Geller a televíziós felvétel egyes részleteiből készített klipet a DMCA-ra hivatkozva jogi úton igyekezett eltávolíttatni a YouTube-ról, sikertelenül. (A részletekért lásd a szerzői jogi követelések című részt.)

## Successor (A kiválasztott)
A magyar TV2 kereskedelmi televíziós csatorna megvásárolta Uri Geller műsorát, melyben a parafenomén utódait keresi.
A show izraeli változatának egy epizódjában Geller egy iránytűt igyekezett mozgásba hozni, állítása szerint telekinetikus képességei segítségével. Azonban a felvételeken látható, hogy Geller egy a hüvelykujjára erősített mágnes segítségével hozta mozgásba az iránytűt. Geller az ezt bemutató klipet eltávolíttatta a YouTube-ról.
James Randi 2007 augusztusában levélben fordult a Magyar Tudományos Akadémiához, melyben egy tudománynépszerűsítő műsor indításáról kezdeményez párbeszédet. Erre szerinte a Geller produkciójához hasonló műsorok ellensúlyozása miatt van szükség.

## Szerzői jogi követelések
2007 márciusában egy Geller csalását leleplező videót az Explorologist Limited (melynek Geller 75%-ban résztulajdonosa) szerzői jogi követeléseire hivatkozva eltávolítottak a YouTube szerveréről. James Randi szerint a The Tonight Show-ban Geller fellépését is tartalmazó klipek szerzői jogainak tulajdonosa nem Uri Geller.
A videó eltávolítása miatt 2007. május 8-án az Electronic Frontier Foundation (EFF) pert indított Geller ellen hamis szerzői jogra való hivatkozásért. A YouTube végül megváltoztatta döntését a videó eltávolításával kapcsolatban. Az EFF a perre vonatkozó anyagokat interneten is elérhetővé tette.

### Videók
- James Randi leleplezi Uri Gellert – Uri Geller a The Tonight Show-ban (YouTube).
- James Randi elmagyarázza Uri Geller néhány trükkjét (Randi honlapján)

(YouTube) első rész – második rész – harmadik rész – negyedik rész

## Bibliográfia
- My Story. Henry Holt & Company, Inc. (April 1975) ISBN 0-03-030196-3
- Uri Geller and Guy Lyon Playfair. The Geller Effect. Grafton, Jonathan Cape, Hunter Publishing, (1988) ISBN 0-586-07430-9 ISBN 978-0-586-07430-5
- Uri Geller and Rabbi Shmuley Boteach. Confessions of a Psychic and a Rabbi. (Foreword by Deepak Chopra) Element Books Ltd (March 2000) ISBN 1-86204-724-3
- Uri Geller and Lulu Appleton. Mind Medicine. Element Books Ltd (October 1999) ISBN 1-86204-477-5
- Uri Geller's Little Book of Mind Power. Robson Books (August 1999) ISBN 1-86105-193-X
- Uri Geller's Mind Power Kit. Penguin USA (1996) ISBN 0-670-87138-9
- Uri Geller's Fortune Secrets. (Edited with Simon Turnbull) Psychic Hotline Pty Limited (May 21, 1987) ISBN 0-7221-3812-1
- Unorthodox Encounters. Chrysalis Books (2001) ISBN 1-86105-366-5

Regények
- Ella. Martinez Roca, March 1999. ISBN 0-7472-5920-8
- Shawn. Goodyer Associates Ltd. ISBN 1-871406-09-9
- Pampini. World Authors, 1980. ISBN 0-89975-000-1
- Dead Cold. ISBN 0-7472-5921-6

 Könyvek Gellerről 
- Colin, Jim. The Strange Story of Uri Geller. Raintree, 1975 ISBN 0-8172-1037-7 (48 pages)
- Ebon, Martin. The Amazing Uri Geller. Signet 1975. ISBN 0-451-06475-5
- Ben Harris Gellerism Revealed. Micky Hades International 1985 ISBN 0-919230-92-X
- Margolis, Jonathan. Uri Geller Magician or Mystic?. Welcome Rain / Orion ISBN 0-7528-1006-5
- Marks, David. The Psychology of the Psychic (2nd Ed.) New York: Prometheus Books, 2000. ISBN 1-57392-798-8
- Gardner, Martin. Confessions of a Psychic. (under the pseudonym "Uriah Fuller" (an allusion to Geller) that purport to explain "how fake psychics perform seemingly incredible paranormal feats".) Karl Fulves, 1975.
- Gardner, Martin. Further Confessions of a Psychic. (under the pseudonym "Uriah Fuller") 1980.
- Panati, Charles. The Geller Papers. Houghton Mifflin.
- Puharich, Andrija, Uri: A Journal of the Mystery of Uri Geller. Anchor Press / Doubleday
- Randi, James, The Magic of Uri Geller. (Later editions are titled The Truth About Uri Geller). New York: Prometheus Books, Ballintine, 1982. ISBN 0-87975-199-1
- Taylor, John G.. Superminds. Macmillian/Picador
- Wilhelm, John. In Search of Superman. Pocket Books, 1976. ISBN 0-671-80590-8
- Wilson, Colin. The Geller Phenomenon. Aldus Books, 1976. ISBN 0-7172-8105-1

## Művei magyarul
- A siker titka. Hogyan szabadítsuk fel PSZI-erőinket?; ford. Gálvölgyi Judit;  Háttér, Bp., 1990
- Görbüljek meg, ha nem igaz! Rendhagyó önéletrajz; ford. Kocsis Anikó; Háttér, Bp., 1990 (Háttér könyvek)
  - (A siker titka címen is)
- Uri Geller–Lulu Appleton: Gyógyító tudat. Az egészség visszanyerésének titka; ford. Kovácsné Kliment Emilia, előszó Andrew Weil; Holló, Kaposvár 2000
- A siker titka; ford. Gálvölgyi Judit / Életem; ford. Kocsis Anikó; Alkim, Bp., 2008
  - (Görbüljek meg, ha nem igaz! címen is)